# キャシー・クック
キャシー・クック（Kathy Smallwood-Cook、1960年5月3日 - ）は、イギリス、ウィンチェスター出身の陸上競技選手。1970年代から1980年代にかけて活躍した女性スプリンターで、1980年モスクワオリンピック、1984年ロサンゼルスオリンピックの銅メダリストである。

## 経歴
クックは1978年から1984年まで、オリンピック、世界選手権、ヨーロッパ選手権、コモンウェルスゲームズの4×100mRで多くのメダルを獲得しているが、いつも2走を任されていた。それは、彼女のやせて手足のひょろ長い足取りとスピード、持久力がこのポジションに理想的であったからである。また、彼女は時に4×400mRに出場することもあった。
クックは1978年のヨーロッパ選手権の4×100mRで銀メダル、同年のコモンウェルスゲームズで金メダルを獲得し、はじめてのビッグタイトルを獲得する。2年後のモスクワオリンピックでは、100m、200mともに決勝に進出。メダルは獲得できなかったが、4×100mRでは東ドイツ、ソ連に次いで銅メダルを獲得した。1982年のヨーロッパ選手権では、200mで22秒13の英連邦新記録で東ドイツのベーベル・ベッケルに次いで銀メダルを獲得。2日後、4×100mRでも東ドイツに次いで銀メダルを獲得した。さらにそのわずか1週間後、クックは、ロンドンで行われた競技会の400mで50.46秒の英連邦新記録も達成。翌月のコモンウェルスゲームズの200mでは、ジャマイカのマリーン・オッティに次いで銀メダル。4×100mRでは金メダルを獲得。1983年は第1回の世界選手権に出場。200mに出場し、東ドイツのマリタ・コッホ、ジャマイカのオッティに次いで銅メダルを獲得。4×100mRでも東ドイツに次いで銀メダルを獲得した。
クックは、1984年ロサンゼルスオリンピックに出場。東ドイツをはじめとした東側の強豪国が不参加の中、彼女は400mに出場。49秒42の英国新記録で、アメリカのバレリー・ブリスコ・フックス、チャンドラ・チーズボローに次いで銅メダルを獲得。4×100mRでも、シモーネ・ジェイコブス、ビバリー・ゴダード、ヘザー・ハントとともに、アメリカ、カナダに次ぎ銅メダルを獲得した。
クックは1986年のコモンウェルスゲームズでも4つのメダルを獲得。同年限りで現役を引退した。
クックの夫のギャリー・クックも陸上競技選手であり、ロサンゼルスオリンピックの4×400mRの銀メダリストである。クックの活躍した時代は東側諸国の女性選手が圧倒的な力を保持していたが、革命後、これらの国々の選手たちは国家ぐるみのドーピングを行っていたことが判明。クックの成績はもっとよい色のメダルを獲得できていたかもしれない。
なお、クックが達成した200mの記録は30年以上たった2015年1月現在でもイギリス記録である。

## 自己ベスト
- 100m - 11秒10 (1981年)
- 200m - 22秒10 (1984年)
- 400m - 49秒43 (1984年)

## 主な実績
| 年   | 大会                         | 場所                         | 種目    | 結果 | 記録   |
| ---- | ---------------------------- | ---------------------------- | ------- | ---- | ------ |
| 1978 | コモンウェルスゲームズ       | エドモントン(カナダ)         | 4×100mR | 1位  | 43秒7  |
| 1978 | ヨーロッパ陸上競技選手権大会 | プラハ(チェコスロバキア)     | 4×100mR | 2位  | 42秒72 |
| 1979 | ユニバーシアード             | メキシコシティ(メキシコ)     | 100m    | 2位  | 11秒27 |
| 1979 | ユニバーシアード             | メキシコシティ(メキシコ)     | 200m    | 2位  | 22秒70 |
| 1980 | オリンピック                 | モスクワ(ソビエト連邦)       | 100m    | 6位  | 11秒28 |
| 1980 | オリンピック                 | モスクワ(ソビエト連邦)       | 200m    | 5位  | 22秒61 |
| 1980 | オリンピック                 | モスクワ(ソビエト連邦)       | 4×100mR | 3位  | 42秒43 |
| 1981 | ユニバーシアード             | ブカレスト(ルーマニア)       | 200m    | 1位  | 22秒78 |
| 1981 | IAAFワールドカップ           | ローマ(イタリア)             | 100m    | 2位  | 11秒10 |
| 1982 | ヨーロッパ陸上競技選手権大会 | アテネ(ギリシャ)             | 200m    | 2位  | 22秒13 |
| 1982 | ヨーロッパ陸上競技選手権大会 | アテネ(ギリシャ)             | 4×100mR | 2位  | 42秒66 |
| 1982 | コモンウェルスゲームズ       | ブリズベン(オーストラリア)   | 200m    | 2位  | 22秒21 |
| 1983 | 世界陸上競技選手権大会       | ヘルシンキ(フィンランド)     | 200m    | 3位  | 22秒37 |
| 1983 | 世界陸上競技選手権大会       | ヘルシンキ(フィンランド)     | 4×100mR | 2位  | 42秒71 |
| 1984 | オリンピック                 | ロサンゼルス(アメリカ合衆国) | 200m    | 4位  | 22秒10 |
| 1984 | オリンピック                 | ロサンゼルス(アメリカ合衆国) | 400m    | 3位  | 49秒43 |
| 1984 | オリンピック                 | ロサンゼルス(アメリカ合衆国) | 4×100mR | 3位  | 43秒11 |
| 1986 | コモンウェルスゲームズ       | エジンバラ(スコットランド)   | 200m    | 2位  | 23秒18 |
| 1986 | コモンウェルスゲームズ       | エジンバラ(スコットランド)   | 400m    | 3位  | 51秒88 |